# Préavis de grève
Le préavis de grève est l'indication formelle faite à l'employeur d'une grève à venir parmi ses employés.

## Au Canada

### Québec
Au Québec, la légalité du déclenchement d'une grève dépend du respect du critère de l'article 58 du Code du travail: l'écoulement du délai de 90 jours après la réception par son destinataire de l'avis de négociation de l'art. 52 C.t, à moins qu'une convention collective ne soit intervenue entre les parties entre-temps.
Concrètement, il y a deux scénarios possibles pour le déclenchement d'une grève : 
- Si l'avis de l'art. 52 C.t. est un avis pour la conclusion d'une nouvelle convention collective, il peut être expédié en tout temps à compter de l'accréditation, et à défaut d'être envoyé rapidement, il est réputé avoir été reçu dans les 90 jours de l'obtention de l'accréditation[4]. Donc le moment le plus tôt pour déclencher la grève oscille entre 90 jours après l'obtention de l'accréditation et 90 jours après l'envoi de l'avis réputé dans les 90 jours suivant l'accréditation[5], soit 180 jours après l'accréditation.
- Si l'avis de l'art. 52 C.t. est un avis pour négocier un renouvellement de la convention collective, l'avis peut être envoyé dans les 90 jours précédant la négociation de la convention collective[6]. Les tribunaux considèrent que les avis envoyés 91, 92 ou 93 jours précédant l'expiration équivalent à des avis envoyés 90 jours précédant l'expiration[7]. Si aucun avis n'est reçu, l'avis est réputé avoir été envoyé le jour de l'expiration de la convention collective, d'après l'art. 52.2  al.1 C.t[8]. Donc le moment le plus tôt pour déclencher la grève oscille entre le jour de l'expiration de la convention collective et 90 jours après l'expiration de la convention collective.

## En France
En France, dans les services publics, toute grève doit être précédée d'un préavis déposé par un ou plusieurs syndicats. Il doit être remis à la direction de l'établissement au moins cinq jours francs avant le début de la grève.
Le préavis doit être motivé et doit exposer des objectifs d'ordre professionnel (sécurité, temps de travail, salaires, par exemple).
Les syndicats des employés des entreprises privées ne sont pas soumis à cette règlementation. Il n'est donc pas nécessaire de prévenir l'employeur de l'arrêt du travail, mais il doit être au fait, avant que la grève ne se produise, des revendications des intéressés sous peine d'illégalité de la grève. Le moyen d'information est quelconque du moment qu'un élément de preuve est conservé.
Tous les 60 jours, certains syndicats du public déposent un préavis de grève valable 2 mois, 24h/24, et pour tous les ministères. En pratique, il n'y a pas grève mais lorsque la grève est effective il suffit de déclarer qu'elle est « suivie » par les agents.
Dans la pratique, on voit quelquefois des salariés, syndiqués ou pas, prévenir leur employeur en vue d'éviter l'arrêt de travail et de favoriser l'ouverture de négociations.